# Cotesia gillettei
Cotesia gillettei är en stekelart som först beskrevs av Baker 1895.  Cotesia gillettei ingår i släktet Cotesia och familjen bracksteklar. Inga underarter finns listade i Catalogue of Life.